# Divine Sealing
Divine Sealing (яп. ディヴァインシーリング Дивайн Си:рингу) — нелицензионная компьютерная игра в жанре вертикального скролл-шутера и эроге, разработанная и выпущенная CYX для консоли Sega Mega Drive в 1991 году только в Японии. Игрок проходит уровни, сражаясь с врагами на космическом корабле, а между ними смотрит кат-сцены в стиле хентая.
Игра получила отрицательные оценки из-за низкого качества геймплея.

## Игровой процесс
Игра представляет собой классический скролл-шутер с вертикальной прокруткой экрана. В начале игры показывается сцена, в которой красивая синеволосая девушка по имени Элиас просит игрока помочь. Игровой процесс состоит в передвижении в космическом корабле и сражении с врагами. В конце каждого уровня происходит битва с боссом. У игрока есть лишь одно лазерное оружие.
В игре 5 коротких уровней, представляющих собой разные планеты, отличающиеся друг от друга фонами. С каждым уровнем враги начинают атаковать игрока быстрее и агрессивнее. В игре нет традиционных пауэр-апов, но если игрок набирает определённое число очков ни разу не умерев, то начинает стрелять в нескольких направлениях, вплоть до восьми.
Между уровнями показываются хентайные кат-сцены в виде слайд-шоу, в которых аниме-девушки снимают с себя одежду и, будучи обнажёнными, показываются в разных позах.

## Отзывы
| Иноязычные издания | Иноязычные издания |
| Издание            | Оценка             |
| ------------------ | ------------------ |
| Sega-16            | 2/10               |
| HonestGamers       | [ 3 ]              |

Игра была негативно оценена прессой из-за низкого качества геймплея.
Дэвид Уилсон в обзоре на сайте Sega-16 заявил, что «никогда не видел настолько жалкой попытки совместить хентай с совершенно другим жанром» и назвал игру «худшим хентаем, что я видел в жизни». Он раскритиковал примитивный геймплей без пауэр-апов и разнообразия в оружии, внезапно появляющихся врагов и боссов, атакующих строго паттерну, который легко вычислить. Хентай-вставки он раскритиковал за «манекенность» девушек. Итоговая оценка игры составила 2 балла из 10.
В обзоре от HonestGamers Divine Sealing раскритикована за низкое качество геймплея; обозреватель сравнил игру со взрослыми играми для Atari 2600, которые были «очень кривыми версиями обычных Atari-игр, которые игрались только ради „награды“ — сцены, в которой два пиксельных человека совокупляются». Он написал, что «как шутер — игра полное фиаско», назвал графику игры «ужасной и лишённой деталей» и мешающей разглядывать вражеские снаряды. При этом эротические вставки он назвал «чертовски хорошими» для 16-битной системы. Оценка: 1 звезда из 5.
На сайте Rice Digital написано, что волны врагов «слегка скучноваты», система столкновений работает «немного кривовато», звуковые эффекты «удручающие», а параллаксный фон на первом уровне «вызывает мигрень». При это бои с боссами названы «весёлыми», а хентайные сцены — «просто великолепными». Шутерная часть игры была названа «настолько посредственной, что прохождение уровней скорее ощущается обязаловкой перед получением пиксельных радостей». По итогу игру посоветовали игрокам, которые хотят увидеть «аккуратный пиксель-арт».